# Christina Schindler
Christina Schindler (* 15. Januar 1962 in Kassel) ist eine deutsche Filmregisseurin, Drehbuchautorin und Filmproduzentin.

## Leben
Christina Schindler studierte von 1981 bis 1986 an der Hochschule für Bildende Künste in Kassel im Fachbereich Visuelle Kommunikation mit dem Schwerpunkt Animationsfilm. Nach Abschluss mit Auszeichnung gründete sie in Berlin ihre eigene Trickfilmproduktionsfirma und arbeitet seitdem als selbstständige Regisseurin. Von 1993 bis 1999 arbeitete sie zusätzlich als Lehrbeauftragte an der Hochschule für Film und Fernsehen (HFF) „Konrad Wolf“ in Potsdam-Babelsberg, von 1999 bis 2002 als Gastprofessorin und seit 2002 als Professorin im Studiengang Animation. 2004 wurde sie Prodekanin und Leiterin des Studiengangs. Ihre Unterrichtsfächer beinhalten Stoffentwicklung und Drehbuch für Animationsfilme sowie Geschichte des Animationsfilms. Neben ihrer Lehrtätigkeit an der Hochschule bietet sie Trickfilm-Workshops für Kinder und Erwachsene an, u. a. für das Goethe-Institut oder an der Akademie der Künste Berlin. Christina Schindler ist außerdem regelmäßig Jurymitglied bei Kinder- und Trickfilmfestivals, z. B. beim Goldenen Spatz und Trickfilmfestival Stuttgart (ITFS), in 2003 war sie Mitglied der internationalen Jury des Kinderfilmfestes der Berlinale. 1987 erhielt sie mit dem Förderpreis der Otto-Sprenger-Stiftung Hamburg die erste ihrer vielen Auszeichnungen (siehe unten).

## Filmografie
- 1984: Circus (3 min, Legetrickfilm)
- 1986: Flaschenpost (7 min, Legetrickfilm)
- 1988: Aus-Flug (10 min, Zeichentrickfilm; Drehbuch, Animation, Regie, Produktion)
- 1988: Rabengeschichte (8 min, Zeichentrickfilm)
- 1990: Nachts sind alle Katzen bunt (7 min, Zeichentrickfilm)
- 1993: Rinnsteinspiraten (10 min, kombinierter Real-Zeichentrickfilm; Drehbuch, Regie, Produktion, Animation)
- 1997: Zugvögel (7 min, Real- und Zeichentrickfilm; Drehbuch, Regie, Produktion)
- 2002: Anders-Artig (7 min, Zeichentrickfilm; Drehbuch, Regie, Produktion)
- 2006: Papierpiraten (Drehbuch)
- 2006: Die Kurzfilmrolle (Regie)

Die Filme Aus-Flug, Nachts sind alle Katzen bunt, Rinnsteinpiraten, Zugvögel und Anders Artig wurden im Rahmen der Kinderserie Siebenstein im KIKA ausgestrahlt.

## Ausstellungen
- 2008: Die Kuh im Baum Premiere beim 16. Dresdner Kinderfilmfest (Veranstalter: Deutsches Institut für Animationsfilm e. V.)[5][6]

## Auszeichnungen

### Allgemeine Preise
- 1987
  - Förderpreis der Otto-Sprenger-Stiftung Hamburg

### Filmpreise (Auswahl)
- Aus-Flug
  - 1988
    - Filmbewertungsstelle Wiesbaden – Prädikat besonders wertvoll
- Nachts sind alle Katzen bunt
  - 1990
    - Filmbewertungsstelle Wiesbaden – Prädikat besonders wertvoll

  - 1991
    - Hessischer Filmpreis
- Rinnsteinspiraten
  - 1993
    - Filmbewertungsstelle Wiesbaden – Prädikat besonders wertvoll
    - Goldener Spatz – Preis der Kinderjury und Hauptpreis der Fachjury
    - Internationale Filmfestspiele Berlin – Gläserner Bär[7]
    - Bundesfilmpreis – Nominierung

  - 1994
    - Prix Jeunesse International in der Kategorie Up to 7 – Fiction
- Zugvögel
  - 1997
    - Filmbewertungsstelle Wiesbaden – Prädikat besonders wertvoll
    - Goldener Spatz – Preis der Kinderjury und Hauptpreis der Fachjury

  - 1998
    - Prix Jeunesse International in den Kategorien Up to 7 – Fiction, Script, Realisation und Target Audience[8]
- Anders-Artig
  - 2002
    - Filmbewertungsstelle Wiesbaden – Prädikat besonders wertvoll
    - Emil – Sonderpreis
    - Menschenrechtsfilmpreis – Lobende Erwähnung[9]

  - 2003
    - WisKid Award in der Kategorie Animated Short (Wisconsin International Children’s Film Festival)
    - Murnau-Kurzfilmpreis

## Medien
- 2007: Die Kurzfilmrolle (DVD)[10]